# Västerbron
Västerbron er en buebro i det centrale Stockholm, Sverige.
Med en total længde på 600 m af hvilke 340 m rækker over vand, er det en af de største broer i byen. Fra broen er der et panoramavue over Innerstaden og særligt Gamla stan. Broen strækker sig fra Södermalm over Långholmen og Riddarfjärden til bydelen Marieberg på Kungsholmen og blev åbnet for trafik 20. november 1935. Den er den anden faste forbindelse i Stockholm i nord-sydlig retning efter Slussen.
59°19′28″N 18°01′38″Ø / 59.32444°N 18.02722°Ø